# Julius Thole
Julius Thole (Hamburgo, 17 de maio de 1997) é um jogador de vôlei de praia alemão.

## Carreira
No vôlei de quadra (indoor) atuou pelo Eimsbütteler TV, depois ingressou no VC Olympia Hamburg.Na temporada 2013-14 foi contratado pelo SVG Lüneburg, já no período de 2014-15 esteve vinculado com o KMTV Eagles Kiel.
Desde o ano de 2009 já competia no vôlei de praia e irmão dovoleibolista Konrad Thole e com Sven Winter conquistou o título do Campeonato Europeu Sub-18 de 2014 realizado em Kristiansand, no mesmo ano disputou com Felix Göbert a edição do Campeonato Mundial de Vôlei de Praia Sub-19 sediado em Porto finalizando na nona posição.No ano seguinte é convocado para as categorias de base da seleção de quadra, quando atuou na posição de Central e disputou o Campeonato Europeu Sub-19 na Turquiaterminando na quarta posição.
No período de 2015 a 2016 atuou com Eric Stadie, na temporada seguinte  esteve com Lorenz Schümann conquistando o quarto lugar na categorias tres estrelas na Ilha de Kish.No Circuito Mundial de 2018 iniciou com Alexander Walkenhorst e na sequência passou a competir com Clemens Wickler conquistando o terceiro posto no Aberto de Espinho, categoria quatro estrelas, e renovando a parceria para 2019 conquistaram no referido circuito o vice-campeonato no Aberto de Haia, categoria quatro estrelas.

## Títulos e resultados
- Torneio 4* de Haia do Circuito Mundial de Vôlei de Praia:2019
- Torneio 4* de Espinho do Circuito Mundial de Vôlei de Praia:2018
- Torneio 3* de Kish do Circuito Mundial de Vôlei de Praia:2017
- Campeonato Europeu de Voleibol Sub-19:2015

## Premiações individuais
- Jogador que Mais Evoluiu do Circuito Alemão de Voleibol de Praia de 2015